# Паја Бакшиш (Отписани)
Паја Бакшиш је девета епизода телевизијске серије „Отписани“, снимљене у продукцији Телевизије Београд и Централног филмског студија „Кошутњак“. Премијерно је приказана у Социјалистичкој Федеративној Републици Југославији 16. фебруара 1975. године на Првом програму Телевизије Београд.

## Историјска подлога
На крају ове, као и осталих епизода налази се натпис — Ова серија инспирисана је подвизима илегалаца у окупираном Београду. Лица и догађаји су измишљени. Свака сличност је случајна.

## Улоге
| Глумац            | Улога               |
| ----------------- | ------------------- |
| Драган Николић    | Прле                |
| Војислав Брајовић | Тихи                |
| Мики Манојловић   | Паја Бакшиш         |
| Неда Арнерић      | Рут, Милерова ћерка |
| Миша Јанкетић     | Влада Рус           |
| Драгомир Чумић    | Сирано              |
| Рудолф Улрих      | Милер               |
| Стево Жигон       | Кригер              |
| Марко Тодоровић   | Стеван              |
| Радмила Гутеша    | Елза                |
| Мелита Бихали     | фолксдојчерка       |
| Љиљана Седлар     | Стеванова жена      |
| Славиа Стефановић | Марлен              |
| Цане Фирауновић   | Кениг               |
| Божидар Павићевић | Динст               |
| Мирослав Бијелић  | Бауер               |
| Петар Цвејић      | гестаповац          |